# Walmor Battú Wichrowski
Walmor Battú Wichrowski (Ijuí, 27 de outubro de 1920 — Porto Alegre, 31 de outubro de 2001) foi um bispo católico.

## Biografia
De ascendência polonesa, foi ordenado sacerdote no dia 23 de dezembro de 1945, pelo clero da Diocese de Santa Maria.
No dia 14 de fevereiro de 1958 foi nomeado bispo pelo Papa Pio XII para auxiliar da Diocese de Santos, em São Paulo, com a sede titular de Sanavus. Sendo ordenado bispo no dia 25 de maio do mesmo ano.
Em 23 de abril de 1960, o Papa João XXIII o nomeou Bispo da Diocese de Nova Iguaçu, no Rio de Janeiro, da qual não chegou a tomar posse. No dia 31 de maio de 1961 foi nomeado bispo-auxiliar da Diocese de Santa Maria, até 1965, recebendo a sé titular de Felbes.
Aos 27 de maio de 1971 foi nomeado pelo Papa Paulo VI para ser o primeiro bispo da Diocese de Cruz Alta, no Rio Grande do Sul. No dia 16 de novembro de 1972 foi aceita sua renúncia, sendo novamente nomeado bispo titular de Felbes.
Faleceu no dia 31 de outubro de 2001 como bispo emérito de Cruz Alta.